# Sullivan (Illinois)
Sullivan je grad u američkoj saveznoj državi Ilinois. Prema popisu stanovništva iz 2010. u njemu je živjelo 4.440 stanovnika.